# لي وي (سياسي)
لي وي (بالصينية: 李伟) هو سياسي صيني، ولد في 1958. انتخب عضو مجلس الشعب الصيني ‏ خلال فترته النيابية ‏.